# Blas Villate y de la Hera
Blas de Villate y de la Hera (Sestao, 1824 - Madrid, 8 de gener de 1882), II comte de Valmaseda, militar espanyol, capità general de l'illa de Cuba entre els períodes de (1867), (1870-1872), (1875 - 1876).
Va néixer a Sestao (Biscaia), va participar sota les ordres del general Leopoldo O'Donnell a la batalla de Vicalvarada i va prendre part en les campanyes del Marroc (1859-1860). Pel seu heroic comportament va ser destinat a Cuba, on va ocupar el càrrec de Capità general interí de l'illa el 1867, i com a titular des de 1870 fins a 1872. Durant el seu mandat va haver d'enfrontar a una situació insular difícil: d'una banda, la Guerra dels deu anys que havia esclatat a l'illa i, d'altra, les pressions dels militars i peninsulars que a l'illa demanaven mà dura contra els intents separatistes. Per la seva política violenta contra la població civil cubana, sense que això afectés el curs de la guerra, va ser obligat a dimitir, sent substituït per Francisco de Lersundi i Ormaechea.
Va tornar a Espanya després del seu fracàs a Cuba i es va involucrar en els pronunciaments de Arsenio Martínez Campos, que va conduir al retorn dels Borbó a Espanya. Al desembre de 1874 va proclamar la restauració a Ciudad Real i alhora Martínez Campos ho feia a Sagunt.
El 1875, tot abans d'haver-se acabat la guerra dels Deu anys, va tornar a fer-se càrrec de la Capitania general de Cuba, reemplaçant a José Gutiérrez de la Concha. En aquest nou tercer mandat a l'illa va haver de prosseguir els combats contra els independentistes cubans fins a 1876, en què novament va dimitir i va ser substituït per Joaquín Jovellar.
De retorn a la península, va ser nomenat capità general de Castella la Nova el 1881. Va morir a Madrid un any més tard el 1882.